# Bodenkundliche Baubegleitung
Die Bodenkundliche Baubegleitung (kurz: BBB) ist als fachliche Beratung ein Instrument zum Schutz des Bodens auf Baustellen.  

## Rechtliche Situation
Die Bodenkundliche Baubegleitung entspricht einer Fach-Bauleitung für den Bereich Boden und wird von einer bodenkundlich-bodenökologisch-bodenphysikalisch ausgebildeten Fachperson mit entsprechenden beruflichen Qualifikationen wahrgenommen.
Die Bodenkundliche Baubegleitung gilt unter dieser Bezeichnung vorrangig in der Schweiz. Der Begriff der Bodenkundlichen Baubegleitung ist nicht urheberrechtlich geschützt. Die Bodenkundliche Gesellschaft der Schweiz (BGS) hat ein Reglement erarbeitet, nach dem sie Bodenkundliche Baubegleiter anerkennt und in die von ihr gepflegte Liste der Bodenkundlichen Baubegleiter BGS aufnimmt. In der Praxis wird von den Bodenschutzfachstellen der Schweizer Kantone häufig auf diese Liste verwiesen.
Eine entsprechende verwaltungsrechtliche Grundlage gilt in Deutschland ab 1. August 2023 über das Inkrafttreten der neuen Bundesbodenschutzverordnung (BBodSchV).

## Einsatz und Aufgaben
Die Bodenkundliche Baubegleitung wird primär bei größeren Bauvorhaben und solchen außerhalb der Bauzone sowie bei Vorhaben mit sehr empfindlichen Böden eingesetzt.
Ziel der Bodenkundlichen Baubegleitung ist die Einhaltung der bodenschutzrechtlichen Bestimmungen sowie der projektspezifischen Auflagen aus dem jeweiligen Bewilligungsverfahren. Die genauen Aufgaben und Kompetenzen der BBB sind gemäß Obligationenrecht Gegenstand vertraglicher Vereinbarungen zwischen der Fachperson und der Bauherrschaft und werden in der Regel in einem Pflichtenheft festgelegt.

### Schweiz
- Beschreibung Bodenkundliche Baubegleiter/-in BGS
- Erfahrungen der Bodenkundlichen Baubegleitung beim Pipelinebau
- Liste der von der BGS anerkannten Bodenkundlichen Baubegleiter/-innen (PDF-Datei; 91 kB)
- Musterpflichtenheft Bodenkundliche Baubegleitung im Kanton Thurgau (PDF-Datei)

### Deutschland
- Bodenkundliche Baubegleitung, auf der Seite des Bundesverband Boden
- Bodenkundliche Baubegleitung, auf bodenwelten.de